# Abderrahmane Nehari
 (janvier 2025).
Abderrahmane Nehari est un footballeur algérien né le 9 avril 1994 à Arzew, dans la wilaya d'Oran. Il évolue au poste de défenseur central au RC Kouba.

## Palmarès
OM Arzew
- Championnat d'Algérie D3
  - Champion Gr.Ouest : 2014-15